# Pristimantis lindae
Pristimantis lindae är en groddjursart som först beskrevs av William Edward Duellman 1978.  Pristimantis lindae ingår i släktet Pristimantis och familjen Strabomantidae. IUCN kategoriserar arten globalt som otillräckligt studerad. Inga underarter finns listade i Catalogue of Life.